# Gabriela Polańska
Gabriela Polańska z domu Wojtowicz (ur. 27 listopada 1988 w Rzeszowie) – polska siatkarka, grająca na pozycji środkowej, a wcześniej atakującej, reprezentantka Polski.
W 2013 roku wyszła za mąż za siatkarza Łukasza Polańskiego i urodziła syna Jakuba.
Po ukończonym sezonie 2021/2022 postanowiła zakończyć siatkarską karierę.

## Sukcesy klubowe
Mistrzostwo Polski:
- 2008
- 2017, 2019, 2020, 2021, 2022[5]
- 2009, 2011, 2018

Superpuchar Polski:
- 2008, 2010, 2017, 2018, 2021

Puchar Polski:
- 2018, 2022

## Nagrody indywidualne
- 2018: Najlepsza blokująca Pucharu Polski